# Закон (російський фільм, 1989)
«Закон» — радянський фільм-драма 1989 року, про події середини 1950-х років, коли після смерті Сталіна починався процес реабілітації необґрунтовано репресованих.

## Сюжет
Початок березня 1953 року. На своїй ближній дачі вмирає І. В. Сталін. Стилізована під кінохроніку чорно-біла зйомка показує розгубленість і інтриги членів Президії ЦК КПРС — найближчих соратників і спільників Сталіна — над неостиглим трупом свого господаря, а потім заворушення на похоронах Сталіна, що відбулися 9 березня.
Показаний арешт, суд над Л. П. Берією й іншими керівниками МВС СРСР, приведення вироку у виконання в камері гауптвахти Московського військового округу і подальша кремація тіл страчених в 1 Московському (Донському) крематорії. При реконструкції арешту, суду і розстрілу Л. П. Берії сценаристи фільму спиралися в основному на спогади Хрущова М. С. та інших брали участь в арешті радянських генералів, тому серед істориків немає єдиної думки з приводу історичної достовірності зображених у фільмі сцен, хоча вони поставлені психологічно максимально переконливо.
Після ліквідації Берії з ГУЛАГу починають повертатися в'язні сталінських тюрем і таборів. В Москву в розпорядження Генеральної прокуратури СРСР відряджені багато співробітників, в тому числі два молодих юриста — Лунін і Кудрявцев. Їм доручено вивчення кримінальних справ радянських громадян, підданих політичним репресіям, і одночасно розслідування порушень соціалістичної законності, допущених слідчими НКВД-МДБ СРСР, які вилилися в злочинні методи ведення слідства. У разі, якщо реальних доказів в матеріалах справи не було, працівники прокуратури зобов'язані були приносити протест в порядку нагляду з метою скасування неправосудного вироку.
Так, наприклад, Тетяну Самаріну звинуватили і засудили за умисел (тобто, всього лише за намір) на вчинення, нібито, терористичного акту проти Сталіна і тільки лише на тій підставі, що вікна її квартири виходили на Арбат, тобто на урядову трасу. Проводячи перевірку у кримінальній справі, Лунін оглянув передбачуване місце підготовки до вчинення злочину і переконався, що вікна в квартирі засудженої Самарїної насправді виходили на подвір'я будинку, після чого на допит був викликаний С. І. Тимофєєв, колишній слідчий. На допиті колишній слідчий спочатку ухилявся від прямої відповіді і викручувався, а потім відверто погрожував працівнику прокуратури, впевнений у своїй абсолютній безкарності.
Даний епізод з вікнами — всього лише один, але цілком реальний приклад фальсифікації кримінальних справ в епоху Великого терору. І за кожною з таких справ — Самаріної, Піотровського — встають людські трагедії, що складаються в загальну моторошну картину тріумфуючого в країні беззаконня.

## У ролях
| Актор                  | Роль                                        |
| ---------------------- | ------------------------------------------- |
| Юрій Шликов            | Андрій Павлович Лунін                       |
| Наталія Бєлохвостікова | Марина Дмитрівна                            |
| Юрій Ступаков          | Іван Дєєв                                   |
| Микола Волков          | Володимир Матвійович Піотровський           |
| Олена Майорова         | Тетяна Самаріна                             |
| Борис Щербаков         | Юра Кудрявцев                               |
| Армен Джигарханян      | брат Піотровського, герой іспанської війни  |
| Лев Борисов            | слідчий на пенсії Сергій Іванович Тимофєєв  |
| Євгенія Уралова        | Любов Петрівна Івантєєва вдова зека         |
| Олександр Пашутін      | Рубцов                                      |
| Михайло Ульянов        | маршал Жуков                                |
| Володимир Заманський   | маршал Григор'єв                            |
| Ян Янакієв             | Лаврентій Берія                             |
| В'ячеслав Єзепов       | колишній чоловік Тетяни                     |
| Олександр Яковлєв      | Семен Олексійович Ширяєв звільнений зек     |
| Наталія Фатєєва        | Телешева громадянська дружина Піотровського |
| Марія Скворцова        | Клавдія Іванівна дружина Дєєва              |
| Микола Парфьонов       | архіваріус                                  |
| Георгій Саакян         | Сталін                                      |
| Павло Махотін          | Булганін                                    |
| Володимир Романовський | Хрущов                                      |
| Юрій Рудченко          | Маленков                                    |
| Микола Засухін         | Молотов                                     |
| Вадим Вільський        | гість на весіллі                            |
| Вадим Захарченко       | лікар в поїзді                              |
| Віктор Уральський      | людина на похоронах                         |
| Олександр Пятков       | швейцар в ресторані                         |
| Микола Горлов          | працівник крематорію Митрич                 |
| Станіслав Міхін        | епізод                                      |
| Ольга Копосова         | наложниця Берії, епізод                     |

## Знімальна група
- Режисер-постановник:  Володимир Наумов
- Автори сценарію:  Олександр Алов,  Володимир Наумов,  Леонід Зорін
- Оператори-постановники:  Валентин Железняков,  Олександр Мурса
- Художники-постановники:  Євген Черняєв, Олександр Клименко
- Композитор:  Микола Каретников
- Звукооператор:  Ігор Урванцев
- Державний симфонічний оркестр кінематографії
  - Диригент:  Емін Хачатурян
- Режисери:  Наталія Терпсіхорова, Ігор Голинський
- Головний консультант:  Юрій Северін
- Редактори:  Ніна Скуйбіна, Е. Лебедєва
- Музичний редактор:  Арсеній Лапісов
- Директора картини: Гагік Гаспарян,  Сергій Сендик